# Urile
Urile és un gènere d'ocells de la família falacrocoràcids (Phalacrocoracidae), comunament coneguts com a corbs marins del Pacífic Nord. Conté 3 espècies que es troben a l'oceà Pacífic Nord.

## Taxonomia
Els membres d'aquest gènere es classificaven anteriorment dins del gènere Phalacrocorax. Basant-se en els resultats d'un estudi filogenètic molecular publicat el 2014, el gènere Phalacrocorax es va dividir i aquestes espècies es van traslladar al gènere ressuscitat Urile que havia estat introduït el 1856 pel naturalista francès Charles Lucien Bonaparte amb el corb marí de màscara roja (Phalacrocorax urile) com a espècie tipus. Es creu que Urile es va separar de Phalacrocorax fa 8,9-10,3 milions d'anys. El gènere conté quatre espècies, de les quals una està actualment extinta:
- U. penicillatus - corb marí de Brant.
- U. urile - corb marí de màscara roja.
- U. pelagicus - corb marí pelàgic.
- U. perspicillatus - corb marí d'ulleres.†